# Kormányforma
A kormányforma mondja meg, hogy a hatalommegosztás során létrejövő hatalmi ágaknak – törvényhozás, végrehajtás, igazságszolgáltatás – milyen a szerkezete és az egymáshoz való viszonya. Azaz a hatalommegosztást írja le. A kormányforma és az államforma együtt alkotják az államszerkezetet, amelynek dinamikáját a kormányforma határozza meg. 

## Kormányformák
A kormányformákat két kérdés körül csoportosíthatjuk. Az egyik, hogy milyen a törvényhozó és végrehajtó hatalom egymáshoz való viszonya, a másik pedig, hogy ki gyakorolja a végrehajtó hatalmat. Azaz hogy egy vagy kétfejű a végrehajtás (van-e külön állam és kormányfő), és közöttük milyen a viszony. 

### Prezidenciális kormányforma
A prezidenciális kormányforma esetén az (köztársasági) elnök a végrehajtó hatalom feje, egy személyben testesíti meg azt. Az elnököt közvetlenül választják meg, aki így a törvényhozással egyenlő legitimitást szerez (kettős legitimitás). Közvetlen (technikailag lehet közvetett lásd elektorok az USA-ban) megválasztása miatt csak a választók felé tartozik elszámolással/felelősségel, így hivatali ideje alatt csak közjogi felelősségre vonás (impeachment) miatt mozdítható el, politikai indokkal nem. A törvényhozás teljesen elkülönült, egymást kölcsönös jogköreik használatával ellenőrzik: fékek és ellensúlyok (pl:törvényhozás: költségvetés elfogadása, elnök: vétójog a tvh. törvényei felett).

### Félprezidenciális kormányforma
A félprezidenciális kormányforma esetén a végrehajtó hatalom kétfejű: megoszlik a köztársasági elnök (államfő), és a miniszterelnök (kormányfő) között. Az államfőt szintén közvetlenül választják, ami alapján ugyanolyan erős legitimitást szerez, mint a törvényhozás, azonban a jogi berendezkedés dinamikája inkább  az elnöknek kedvező helyzetet teremt a két hatalmi ág viszonyában. 
Az elnök (általában) saját hatáskörben kinevezheti a miniszterelnököt, feloszlathatja a törvényhozást, vétójoggal rendelkezik, illetve néhány területet (jellemzően külpolitika, hadügyek) saját belátása szerint irányíthat a törvényhozás összetételétől függetlenül. 
Itt mutatkozik meg a különbség, amiért félprezidenciális a rendszer: külön van  kormány(fő), aki a törvényhozásnak is felelős (politikailag), tehát többséggel kell rendelkeznie a parlamentben. Ebből kifolyólag a félprezidenciális kormányforma nagyon sokféle színezetet vehet fel attól függően, hogy ugyanabból a pártból érkezik-e az elnök mint a parlamenti többség, a saját pártjának vezetője-e az elnök vagy sem, illetve akár a személyes tényezők, konfliktusok is szerepet játszhatnak abban, hogy pontosan hogyan működik a rendszer. 

### Parlamentarizmus
A parlamentáris kormányformában a végrehajtó hatalom – a kormány – a parlamentnek felelős. A köztársasági elnök vagy az uralkodó jogosultságai gyengék, a parlamentnek alárendelten működik, csak protokolláris szerep jut neki, és többnyire a parlament választja. Főleg Európában jellemző, a többi földrészen ritka.
A parlamentáris kormányformának két fajtája van.

#### Parlamentáris monarchia
A parlamentáris monarchiában az uralkodó szerepe protokolláris, esetleges jogait miniszteri ellenjegyzés mellett gyakorolhatja, politikailag nem felelős.

### Kollegiális kormányforma
A kollegiális kormányformában a végrehajtó hatalom a törvényhozás által választott tanács kezében összpontosul, mely mellett ügyvezető kormány működik. Az elnököt évente egymást váltva maguk közül választják. A tanács nem váltható le.

### Alkotmányos monarchia
Az alkotmányos monarchiában az uralkodó jogai is és az egyének jogai is az alkotmányban vannak rögzítve. Az uralkodó nem csak protokolláris államfő, kormányzati hatalma van.

### Szocialista kormányzati rendszerek
A szocialista kormányzati rendszerekben a hatalom egységes és oszthatatlan, ami osztálytartalmukban fejeződik ki. Az egyes hatalmi ágak legfeljebb munkamegosztás jellegűek.

## Diktatúra
A diktatórikus rendszerekben – diktatúra, abszolutizmus – az uralkodó korlátlan hatalommal rendelkezett, vagy az állami főhatalom forrása nem a népakarat.